# Dwór Okuszków w Konstantynowie
Dwór Okuszków w Konstantynowie – zrujnowany dwór w Konstantynowie na Białorusi, w rejonie głębockim obwodu witebskiego.

## Historia
Dwór został wzniesiony w latach 30. XIX wieku przez Okuszków.
Obecnie budynek jest zrujnowany, zachowała się jego południowa część, bez portyku z czterema filarami i tympanonem. Obok stoi świren. Przy dworze znajdował się ogród i dwa stawy hodowlane. W jednym z nich hodowano drapieżne ryby. Według Piotra Rałowicza, miejscowego krajoznawcy, dno stawów wyłożone było deskami by zapobiec zaglonieniu. Zachowały się również budynki gospodarcze.

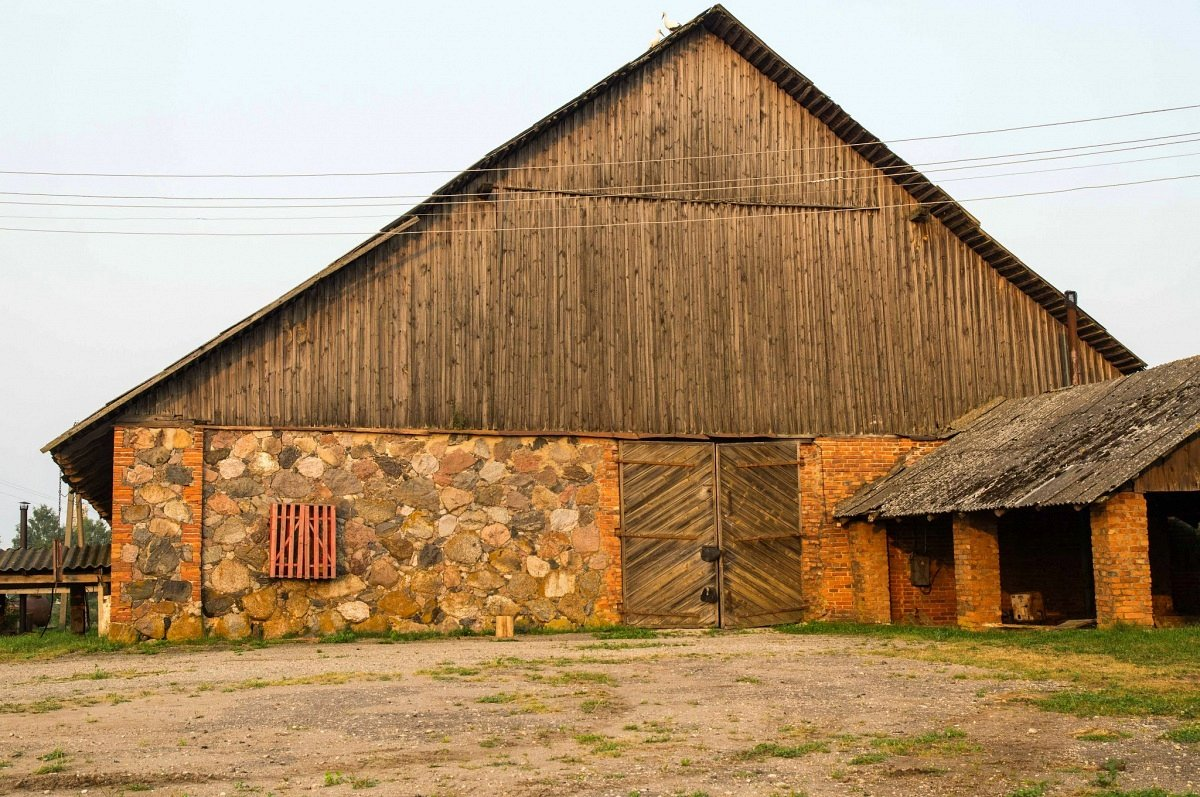
Budynek gospodarczy

## Źródła
- Strona radzima.org (pl)
- Strona radzima.org (be)